# 아틀라스 글로벌
아틀라스 글로벌(영어: AtlasGlobal)는 2001년 설립된 터키의 저비용 항공사로 터키 이스탄불에 본사가 위치해 있으며. 아르나부코이 국제공항을 허브 공항으로 운항되었으며 2006년에 ETS 그룹이 인수해 자회사가 되었다.

## 역사
항공사는 2001년 3월 14일에 아틀라스 제트(영어: Atlasjet)로 설립하여 같은 해 6월 1일부터 운항을 시작했다. 설립 당시 명칭은 아틀라스 제트 국제항공으로 오거 홀딩스(영어: Öger Holdings)의 자회사로 설립되었다. 2004년 ETS 그룹 45% 지분의 인수한데 이어 2006년 2월에 90% 지분을 인수했다. 또한 회사는 자사가 주도하고 있으며 2007년 기준으로 730명의 직원을 보유하고 있다. 2015년 4월 1일에 현재의 사명으로 변경 하였다.
2020년 1월 7일, 아틀라스 글로벌은 일시적으로 운항을 중단하였으나 자금난의 영향으로 같은해 1월 29일, 에어버스 A330 항공기를 매각하였으며 2월 12일 최종 파산처리되었다.

## 보유 기종
- 2020년 2월 파산 때까지 아틀라스 글로벌은 다음과 같은 기종을 보유하였다.[4]

## 사진

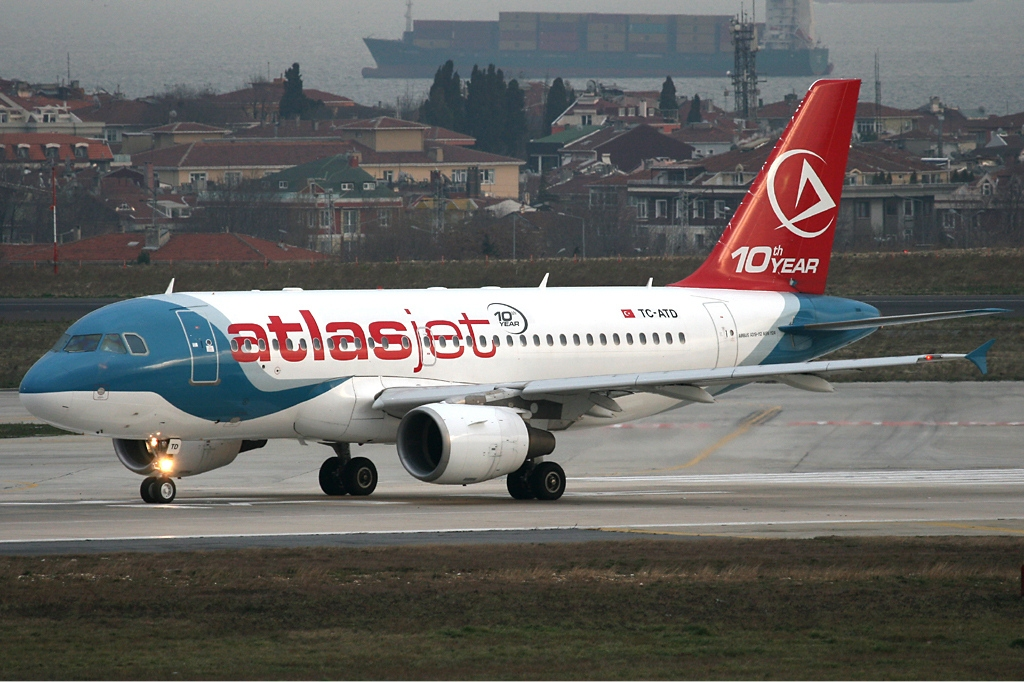
아틀라스 글로벌의 에어버스 A319-100
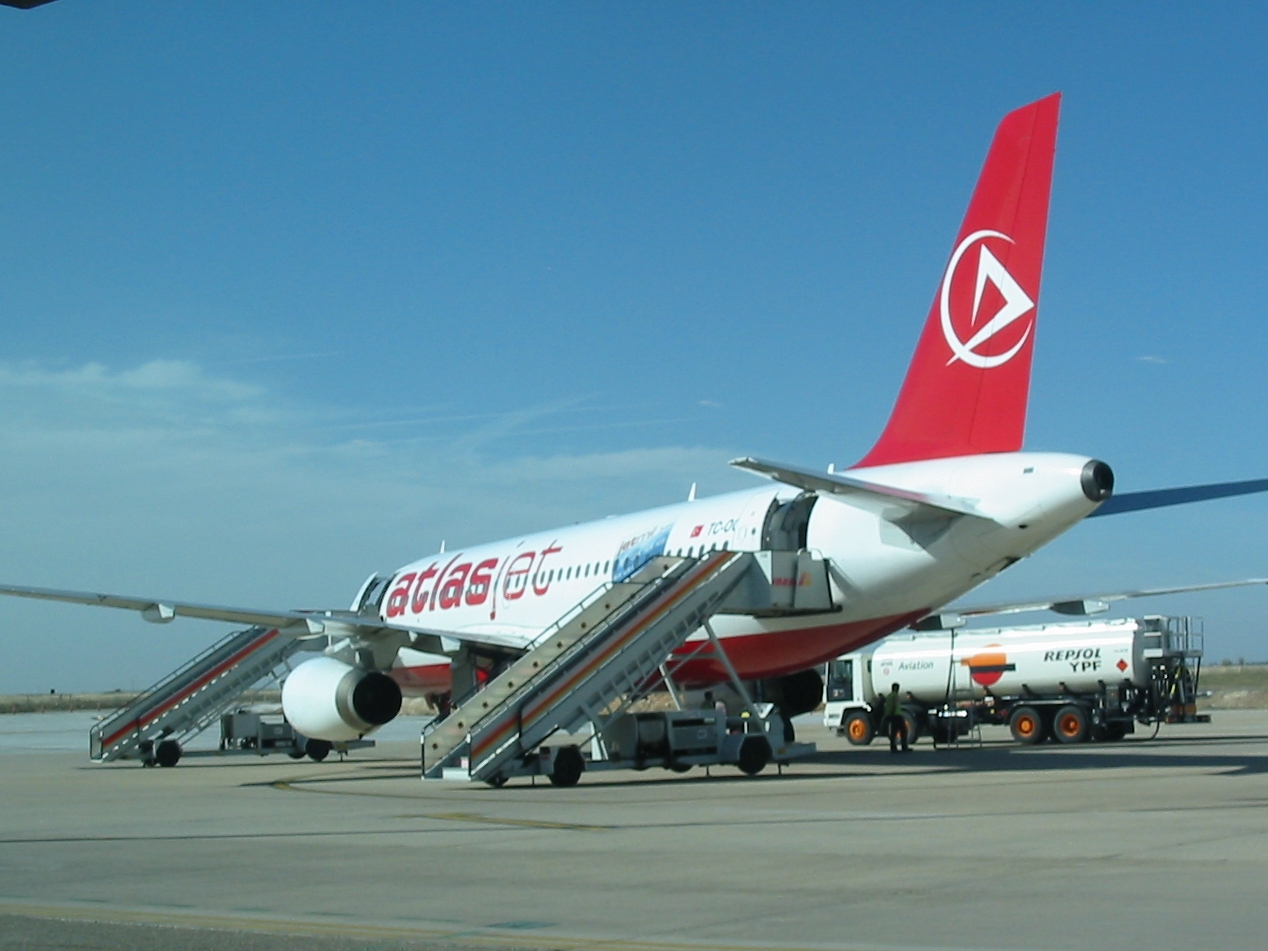
아틀라스 글로벌의 에어버스 A320-200
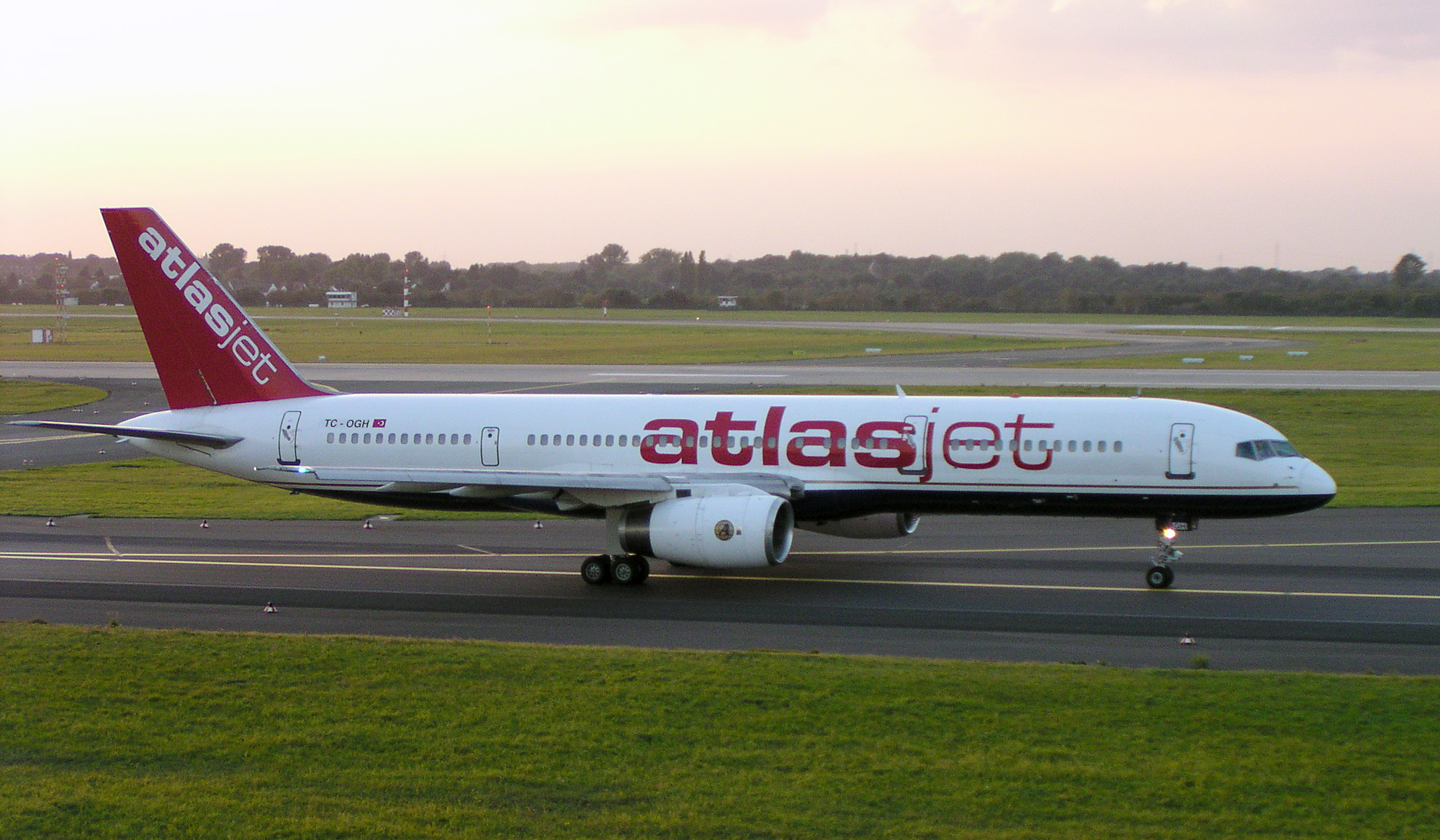
아틀라스 글로벌의 보잉 757-200